# Vindecarea orbului din naștere

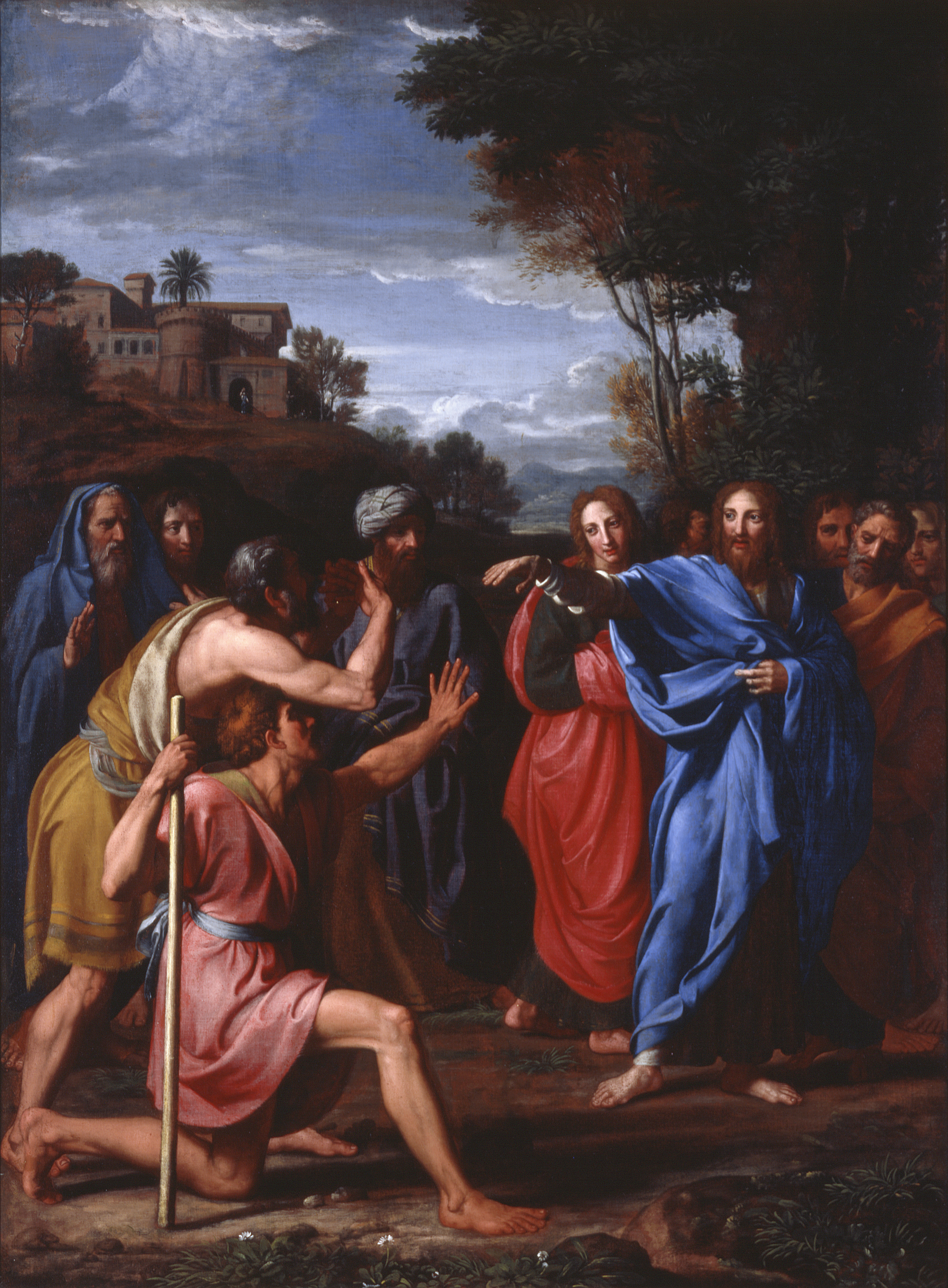
Cristos vindecând orbul de Nicolas Colombel, 1682

Vindecarea orbului din naștere este una din minunile lui Iisus, consemnată numai în Evanghelia după Ioan (9:1-41).
În conformitate cu această evanghelie, Iisus din Nazaret a văzut un om orb din naștere. Ucenicii săi l-au întrebat: "Învățătorule, cine a păcătuit: acest om sau părinții lui, de s-a născut orb?" (v.2)
(v.3) "Iisus a răspuns:

"Nici acest om și nici părinții lui nu au păcătuit, ci aceasta s-a întâmplat ca să se arate în el lucrările lui Dumnezeu. Cât timp este zi, eu trebuie să fac lucrările celui care m-a trimis pe mine, pentru că vine noaptea, când nimeni nu poate să lucreze. Cât timp sunt în lume, eu sunt Lumina Lumii."

"După ce a zis aceste vorbe,  a scuipat pe pământ, a făcut tină  din scuipat. Apoi a uns  ochii orbului cu tina aceasta" (v.6). "Du-te", a spus el, "și spală-te în scăldătoarea Siloamului" (acest cuvânt înseamnă "trimis"). Omul s-a dus și s-a spălat și a venit acasă văzând.
Vecinii lui și cei ce-l văzuseră mai înainte cerșind au întrebat: "Nu este acesta cel ce ședea și cerșea?" Unii spunea că el este, iar alții ziceau: "Nu este el, ci doar seamănă cu el." Dar el însuși spunea: "Eu sunt acela."
"Cum ți s-au deschis ochii?" îl întrebau ei. El răspundea: "Omul pe care îl cheamă Iisus a făcut noroi și a uns cu el ochii mei. El mi-a zis să merg la scăldătoarea Siloamului și să mă spăl. Așa că m-am dus și m-am spălat și apoi am putut să văd."
"Unde este acest om?" îl întrebau ei. "Nu știu", spunea el.
În această minune Iisus își dă sieși titlul de Lumina Lumii spunând în paragraful Ioan 9:5:
"Cât timp sunt în lume, eu sunt Lumina Lumii."
Acest episod se termină cu paragraful Ioan 9:39 în care Iisus explică metaforic că el a venit în această lume, pentru ca cei care nu văd să vadă, iar cei care văd să fie orbi.